# Auslandsschulden Kubas
Die kubanischen Auslandsschulden werden seit 1959 nur noch teilweise bedient. 2013 erfolgte eine Umschuldung mit wesentlichen Gläubigern. 2015 erfolgte ein teilweiser Schuldenschnitt.

## Schulden gegenüber RGW-Staaten
Nach der Kubanischen Revolution 1959 wurden die Staatsschulden des bisherigen Regimes nicht mehr bedient. Hierdurch und später durch die Enteignungspolitik sowie die Zuwendung zur Sowjetunion wurden Kuba keine Kredite durch das Ausland gewährt. Haupthandelspartner wurden die Sowjetunion und die Staaten des Ostblocks. Durch günstige Verrechnungspreise wurde der sozialistische Brückenkopf in Amerika gefördert. Dennoch entstand ein Außenhandelsdefizit und damit Schulden in Transferrubeln, der Verrechnungseinheit der RGW-Staaten gegenüber diesen Staaten. 1982 erfolgte eine Umschuldung mit teilweisem Forderungserlass. Mit dem Fall des Kommunismus ab 1989 und der Einführung marktwirtschaftliche Strukturen in den ehemaligen Ostblock-Staaten musste eine Einigung über die Transferrubelschulden gefunden werden. Kuba hielt als einziger der ehemaligen RGW-Mitgliedsstaaten an der Planwirtschaft fest. Eine Einigung zwischen Kuba und seinen Gläubigern erfolgte nicht, die Transferrubelschulden blieben bestehen und wurden nicht bedient. Im Jahr 2000 erfolgte eine Einigung zwischen der Bundesrepublik Deutschland und Kuba, nachdem sich Kuba verpflichtete, etwa 115 Millionen Euro zu zahlen, die Verhandlungen mit dem Hauptgläubiger Russland blieben bis 2013 ergebnislos.

## Schulden nach 1989
Nach 1989 reichte die Bonität Kubas dazu nicht aus, um an den Kapitalmärkten Kredite aufzunehmen. Kreditgeber waren daher Nachbarstaaten wie Mexiko, Brasilien oder Venezuela und Handelspartner wie die Volksrepublik China und Japan. 2002 stellte Kuba die Zahlungen an seine Gläubiger teilweise ein. In der Folge erhielt Kuba lediglich noch von befreundeten sozialistischen Staaten wie Venezuela Kredite.
2013 verhandelte die kubanische Regierung erfolgreich mit zahlreichen Gläubigern. Russland verzichtet auf 29 Milliarden US-Dollar, Mexiko auf 340 Millionen. Im Gegenzug verpflichtet sich Kuba, die nächsten 10 Jahre jeweils 320 Millionen Dollar an Russland und 21 Millionen an Mexiko zu zahlen. Auch mit Japan und China wurden Umschuldungsvereinbarungen getroffen.
Im Dezember 2015 einigte sich die kubanischen Regierung mit 14 Gläubigerstaaten des Pariser Clubs darauf, kubanische Verbindlichkeiten im Umfang von vier Milliarden US-Dollar (rund 3,65 Milliarden Euro) zu streichen. Havanna verpflichtete sich im Gegenzug, Ausstände in Höhe von 2,6 Milliarden US-Dollar (rund 2,37 Milliarden Euro) innerhalb von 18 Jahren zurückzuzahlen.

## Streit um kubanische Altschulden vor dem britischen High Court
Im April 2023 fällte der englische High Court ein Urteil bezüglich kubanischer Altschulden zwischen dem Private-Equity-Fonds CRF-I Limited (CRF) und der Zentralbank Kubas (BCC). Dabei ging es um Altschulden in Höhe von rund 72 Millionen Euro zuzüglich zwischenzeitlich aufgelaufener Zinsen, die der Fonds von den ursprünglichen Gläubigern, der Crédit Lyonnais Bank Nederland und dem Istituto Bancario Italiano, aufgekauft hatte und bis in die 1980er Jahre zurückgehen. 2018 scheiterte eine außergerichtliche Einigung.
Für die kubanische Seite war der CRF ein so genannter „Geierfonds“, welcher die Schuldtitel unrechtmäßig erworben und Beamte der ehemaligen Nationalbank Kubas (BNC - Banco Nacional de Cuba) bestochen habe. Die neue Zentralbank wurde 1997 als Nachfolgerin der BNC gegründet. Nach dem Urteil des High Court fühlte sich die kubanische Regierung gemäß offizieller Verlautbarungen als Sieger des Rechtsstreits, was dem Urteil unabhängiger Beobachter jedoch nicht gerecht wird. Der CRF hingegen machte geltend, sich jahrelang ohne Erfolg bei der kubanischen Regierung um eine Umstrukturierung der Forderungen bemüht zu haben.
Die zuständige Richterin erkannte in ihrem Urteil jedoch an, dass die CRF die Forderungen rechtmäßig von den vorherigen Gläubiger erworben habe. Zwar sei die „Republik Kuba“ ihrer Auffassung nicht Teil des Verfahrens, die Forderungen gegen die BNC bestünden jedoch zurecht. Ob und wie die Forderungen gegenüber der BNC eingetrieben werden können, ist Teil eines anderen Verfahrens.